# Son Fortesa
Son Fortesa és una barriada de Palma que es troba entre les vies del tren, la carretera d'Inca, el Torrent d'en Barberà i els Hostalets. Està partit en dos per la Via de Cintura, que forma dos barris separats: Son Fortesa Nord i Son Fortesa Sud.
La barriada es troba sobre les antigues terres de la possessió de Son Fortesa, que va pertànyer als Safortesa. El 1715 el general francès François Bidal, marqués d'Asfeld, cap de l'expedició borbònica que ocupà Mallorca durant la Guerra de Successió Espanyola, es va instal·lar en aquesta possessió durant el setge de la ciutat. Una inscripció a la tapadora del pou de les cases recorda aquest fet. La possessió es començà a urbanitzar el 1927 per la part dels Hostalets i va anar avançant cap amunt. Es tracta d'un barri de cases baixes amb uns blocs de pisos primerencs, llevat de la part dellà de la Via de Cintura, on hi ha més blocs de pisos. Les cases foren esbucades el 1994 sense tenir-ne en compte el valor patrimonial que tenien, i només se'n conservà el pou.

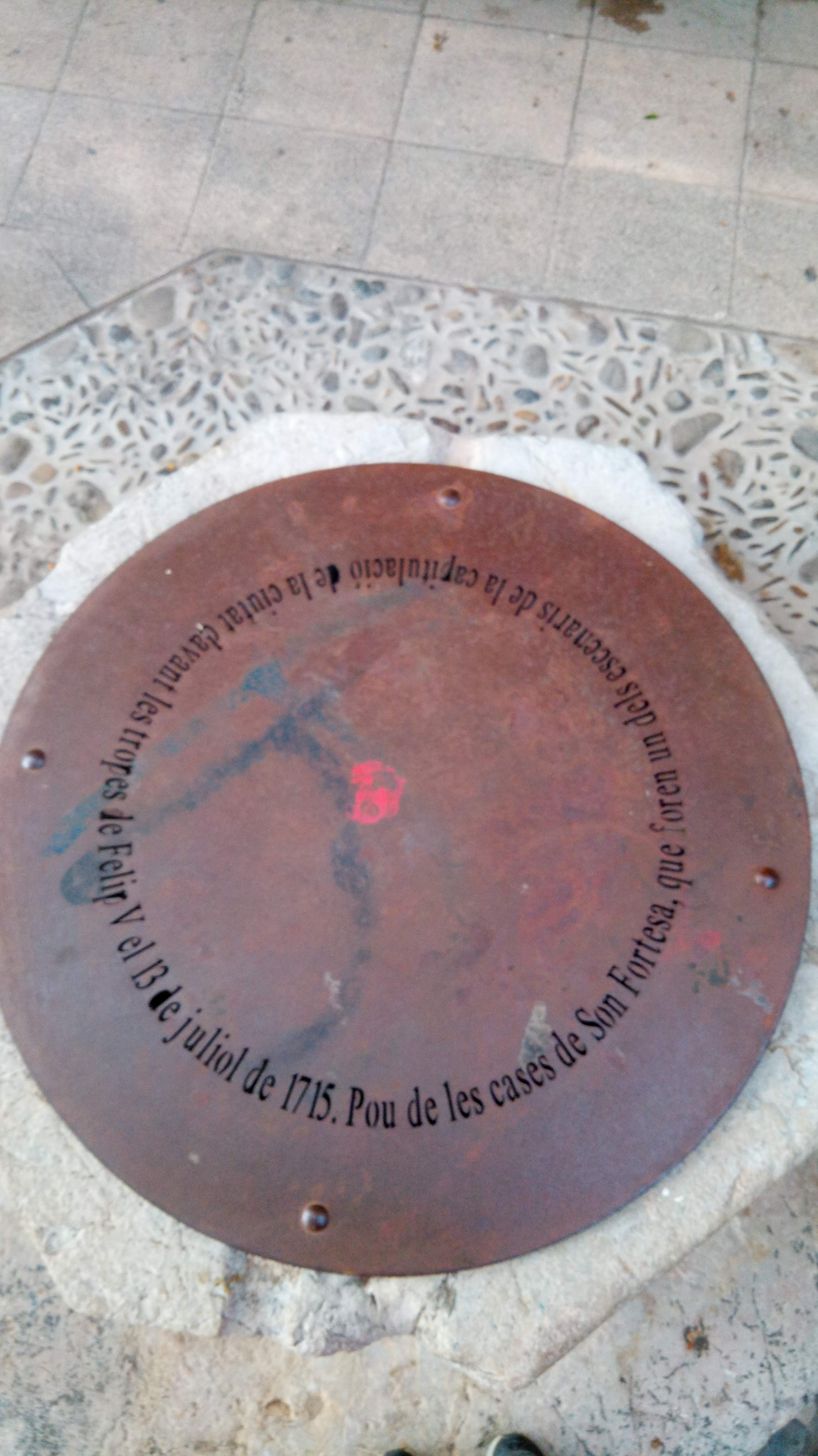
Inscripció al pou de les cases de Son Fortesa.

El 2007 tenia una població de 2.097 habitants a la zona nord i 3.468 a la zona sud.